# Terny-Sorny
Terny-Sorny est une commune française située dans le département de l'Aisne, en région Hauts-de-France.

## Géographie

### Localisation

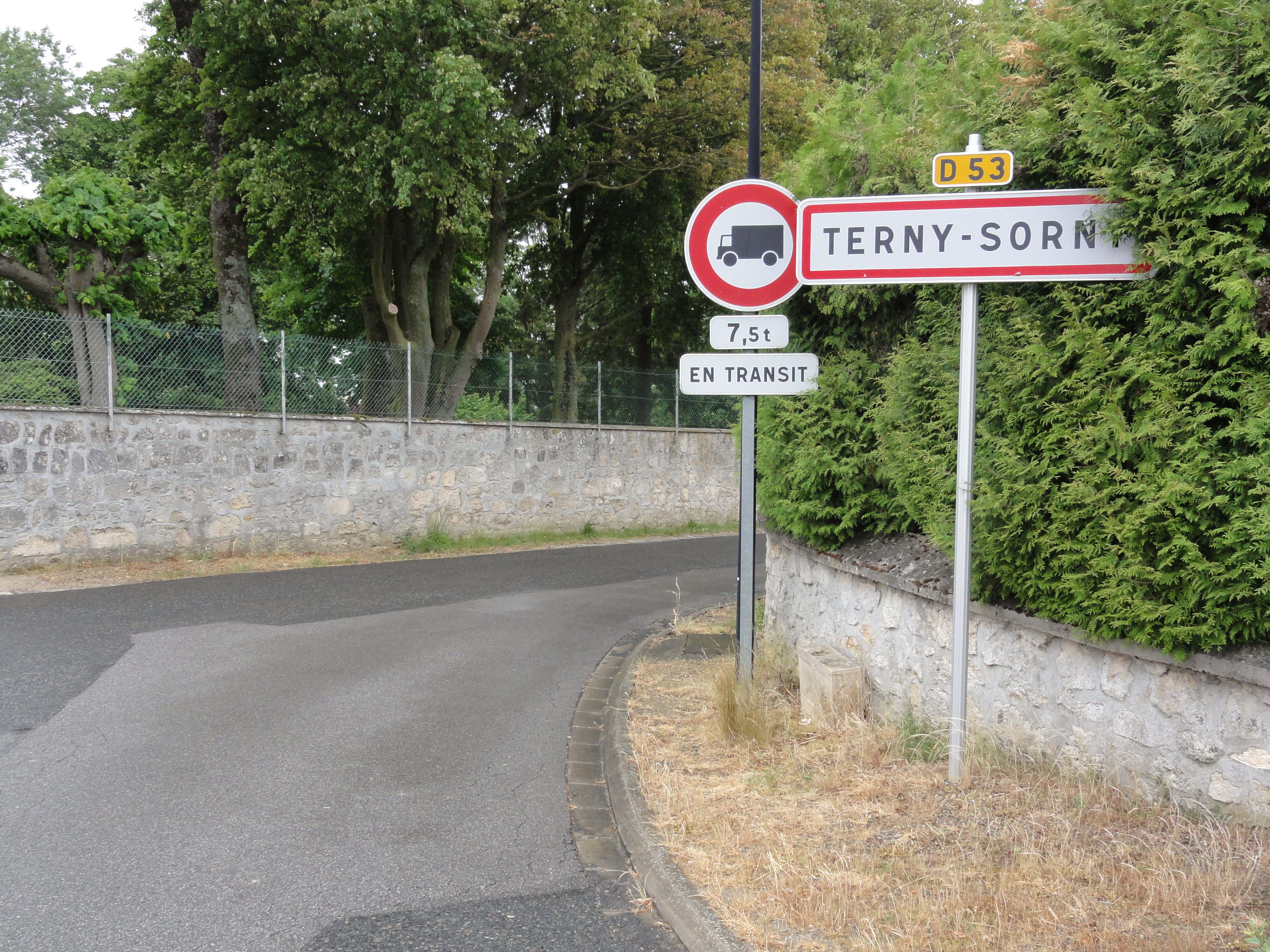
Entrée de Terny-Sorny du côté de la D 1.
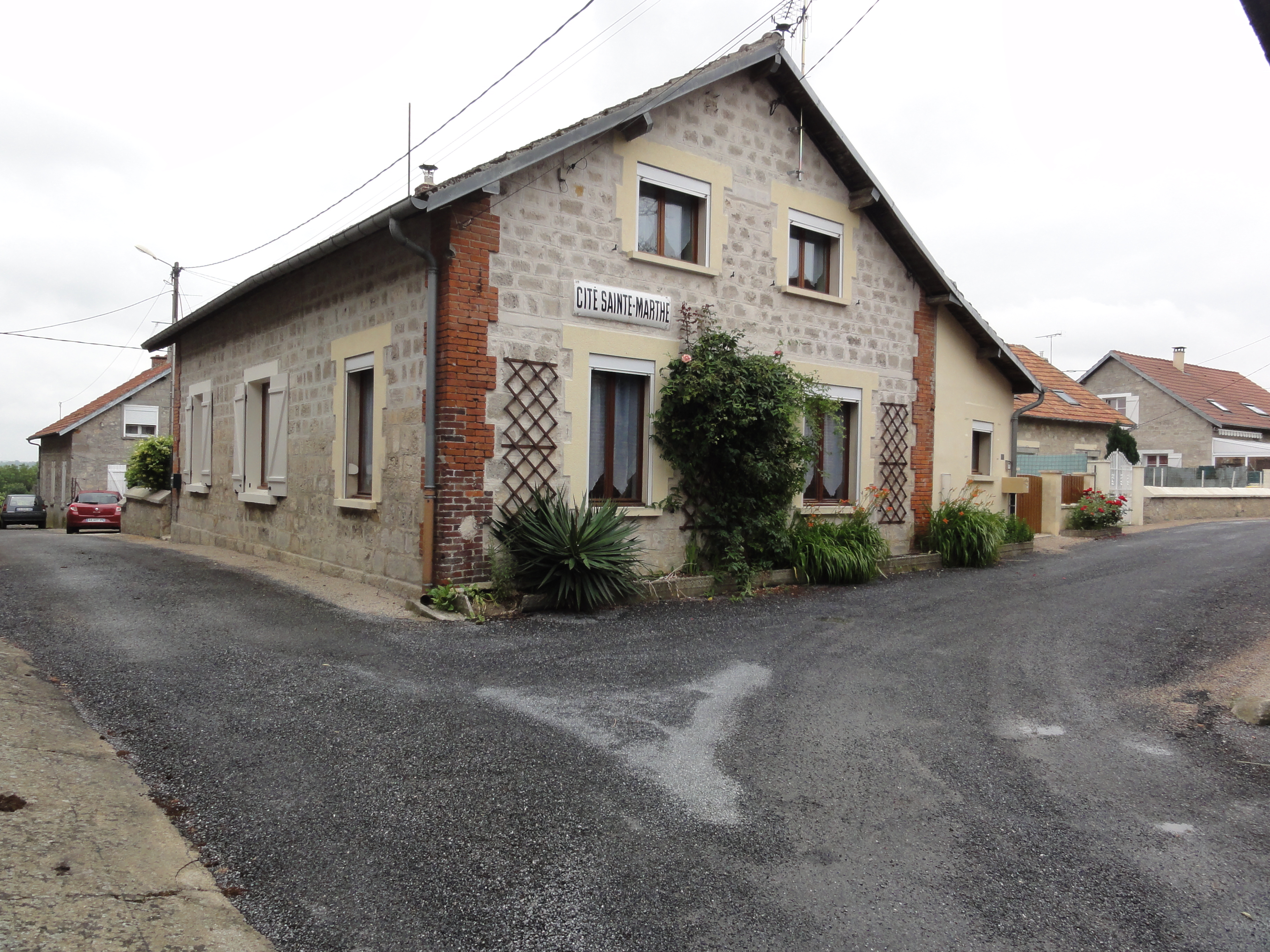
Cité Sainte-Marthe.

### Hydrographie
La commune est située dans le bassin Seine-Normandie. Elle est drainée par le cours d'eau 01 de la Matière, le cours d'eau 01 de Pouilly et le ru Pierrot,,.

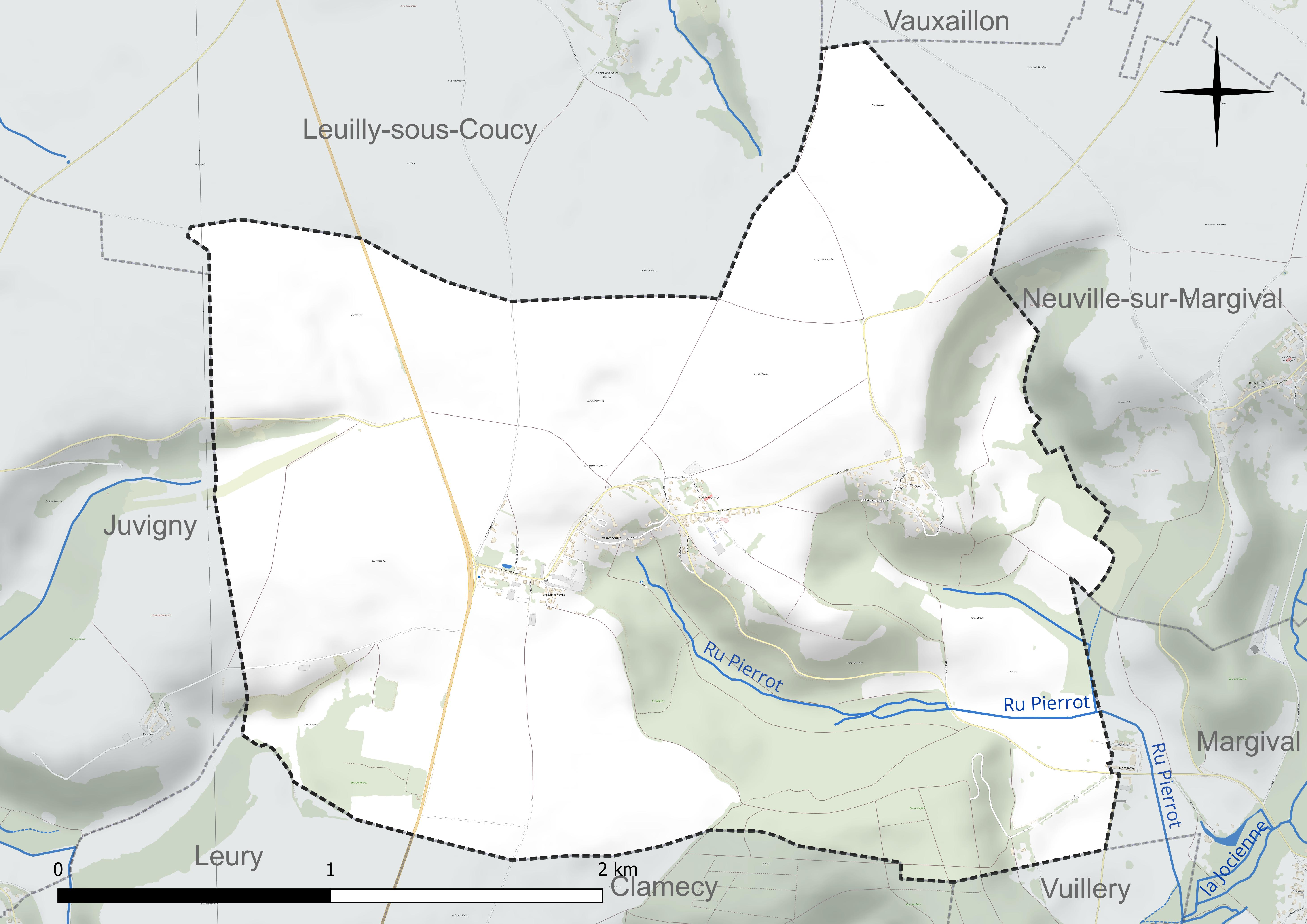
Réseau hydrographique de Terny-Sorny.

### Climat
Pour des articles plus généraux, voir Climat des Hauts-de-France et Climat de l'Aisne.
En 2010, le climat de la commune est de type climat océanique dégradé des plaines du Centre et du Nord, selon une étude du CNRS s'appuyant sur une série de données couvrant la période 1971-2000. En 2020, Météo-France publie une typologie des climats de la France métropolitaine dans laquelle la commune est exposée à un climat océanique altéré et est dans la région climatique Nord-est du bassin Parisien, caractérisée par un ensoleillement médiocre, une pluviométrie moyenne régulièrement répartie au cours de l'année et un hiver froid (3 °C).
Pour la période 1971-2000, la température annuelle moyenne est de 10,1 °C, avec une amplitude thermique annuelle de 15,1 °C. Le cumul annuel moyen de précipitations est de 731 mm, avec 11,8 jours de précipitations en janvier et 9 jours en juillet. Pour la période 1991-2020, la température moyenne annuelle observée sur la station météorologique la plus proche, située sur la commune de Braine à 17 km à vol d'oiseau, est de 11,3 °C et le cumul annuel moyen de précipitations est de 662,7 mm,. Pour l'avenir, les paramètres climatiques de la commune estimés pour 2050 selon différents scénarios d'émission de gaz à effet de serre sont consultables sur un site dédié publié par Météo-France en novembre 2022.

## Urbanisme

### Typologie
Au 1er janvier 2024, Terny-Sorny est catégorisée commune rurale à habitat dispersé, selon la nouvelle grille communale de densité à 7 niveaux définie par l'Insee en 2022.
Elle est située hors unité urbaine. Par ailleurs la commune fait partie de l'aire d'attraction de Soissons, dont elle est une commune de la couronne,. Cette aire, qui regroupe 92 communes, est catégorisée dans les aires de 50 000 à moins de 200 000 habitants,.

### Occupation des sols
L'occupation des sols de la commune, telle qu'elle ressort de la base de données européenne d'occupation biophysique des sols Corine Land Cover (CLC), est marquée par l'importance des territoires agricoles (72,7 % en 2018), en diminution par rapport à 1990 (73,9 %). La répartition détaillée en 2018 est la suivante : 
terres arables (66,5 %), forêts (23,3 %), prairies (6,2 %), zones urbanisées (4 %).
L'évolution de l'occupation des sols de la commune et de ses infrastructures peut être observée sur les différentes représentations cartographiques du territoire : la carte de Cassini (XVIIIe siècle), la carte d'état-major (1820-1866) et les cartes ou photos aériennes de l'IGN pour la période actuelle (1950 à aujourd'hui).

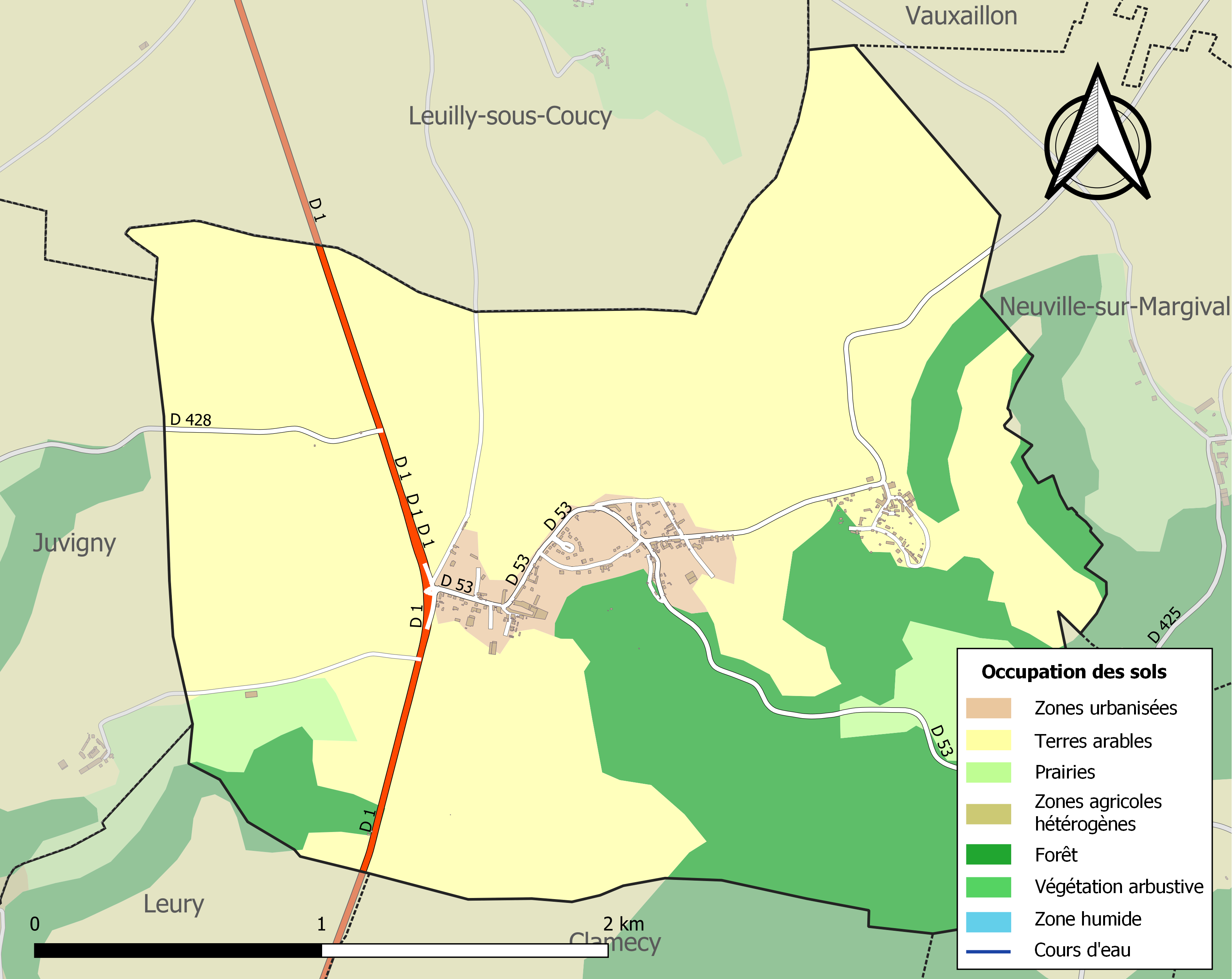
Carte de l'occupation des sols de la commune en 2018 (CLC).

## Toponymie
Le nom de la localité est attesté sous les formes Terni (1160) ; Treny, territorium de Treniaco (1271) ; Terreigny (1320) ; Tergniacus (1335) ; Targni (1554) ; Tregny (1628) ; Targny (1745).
Sorny, ancien hameau de la commune, est attesté sous la forme Territorium de Sorni (1265).

## Politique et administration

### Découpage territorial
La commune de Terny-Sorny est membre de la communauté de communes du Val de l'Aisne, un établissement public de coopération intercommunale (EPCI) à fiscalité propre créé le 28 décembre 1994 dont le siège est à Presles-et-Boves. Ce dernier est par ailleurs membre d'autres groupements intercommunaux.
Sur le plan administratif, elle est rattachée à l'arrondissement de Soissons, au département de l'Aisne et à la région Hauts-de-France. Sur le plan électoral, elle dépend du  canton de Fère-en-Tardenois pour l'élection des conseillers départementaux, depuis le redécoupage cantonal de 2014 entré en vigueur en 2015, et de la cinquième circonscription de l'Aisne  pour les élections législatives, depuis le dernier découpage électoral de 2010.

### Administration municipale
| Période                                  | Période                       | Identité        | Étiquette | Qualité                                          |
| ---------------------------------------- | ----------------------------- | --------------- | --------- | ------------------------------------------------ |
| Les données manquantes sont à compléter. |                               |                 |           |                                                  |
| avant 1981                               | ?                             | Stanislas Kus   |           |                                                  |
| mars 2001                                | décembre 2007                 | François Kohn   |           | Démissionnaire                                   |
| décembre 2007                            | 22 juin 2012                  | Ginette Lefevre |           | retraitée du commerce Démissionnaire             |
| juillet 2012                             | En cours (au 13 juillet 2020) | Bruno Sauvage   | DVD       | chef d'entreprise Réélu pour le mandat 2020-2026 |

## Démographie
L'évolution du nombre d'habitants est connue à travers les recensements de la population effectués dans la commune depuis 1793. Pour les communes de moins de 10 000 habitants, une enquête de recensement portant sur toute la population est réalisée tous les cinq ans, les populations de référence des années intermédiaires étant quant à elles estimées par interpolation ou extrapolation. Pour la commune, le premier recensement exhaustif entrant dans le cadre du nouveau dispositif a été réalisé en 2008.

En 2022, la commune comptait 326 habitants, en évolution de −0,61 % par rapport à 2016 (Aisne : −1,97 %, France hors Mayotte : +2,11 %).
| 1793 | 1800 | 1806 | 1821 | 1831 | 1836 | 1841 | 1846 | 1851 |
| ---- | ---- | ---- | ---- | ---- | ---- | ---- | ---- | ---- |
| 298  | 359  | 368  | 384  | 408  | 371  | 407  | 391  | 401  |

| 1856 | 1861 | 1866 | 1872 | 1876 | 1881 | 1886 | 1891 | 1896 |
| ---- | ---- | ---- | ---- | ---- | ---- | ---- | ---- | ---- |
| 383  | 420  | 427  | 396  | 440  | 422  | 393  | 392  | 378  |

| 1901 | 1906 | 1911 | 1921 | 1926 | 1931 | 1936 | 1946 | 1954 |
| ---- | ---- | ---- | ---- | ---- | ---- | ---- | ---- | ---- |
| 349  | 351  | 335  | 237  | 252  | 257  | 246  | 242  | 252  |

| 1962 | 1968 | 1975 | 1982 | 1990 | 1999 | 2006 | 2008 | 2013 |
| ---- | ---- | ---- | ---- | ---- | ---- | ---- | ---- | ---- |
| 221  | 253  | 244  | 230  | 315  | 328  | 312  | 308  | 319  |

| 2018 | 2022 | - | - | - | - | - | - | - |
| ---- | ---- | - | - | - | - | - | - | - |
| 333  | 326  | - | - | - | - | - | - | - |

## Lieux et monuments
- Église Sainte-Cécile de Terny-Sorny.
- Monument aux morts.
- Monument à la mémoire du général Pierre des Vallières, commandant la 151e division d'infanterie, tué à Terny-Sorny le 29 mai 1918.
- Croix de chemin.

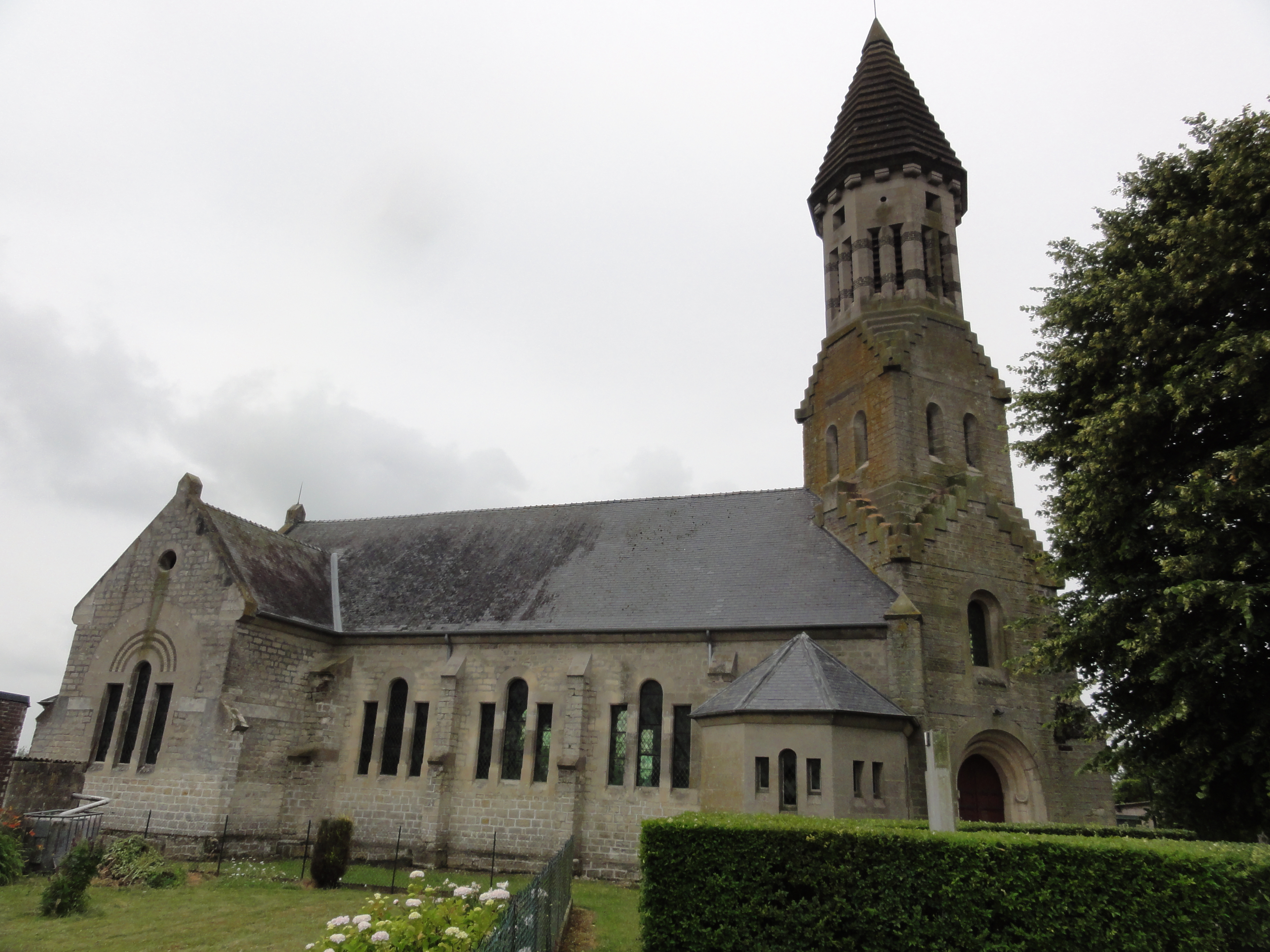
Église Sainte-Cécile.
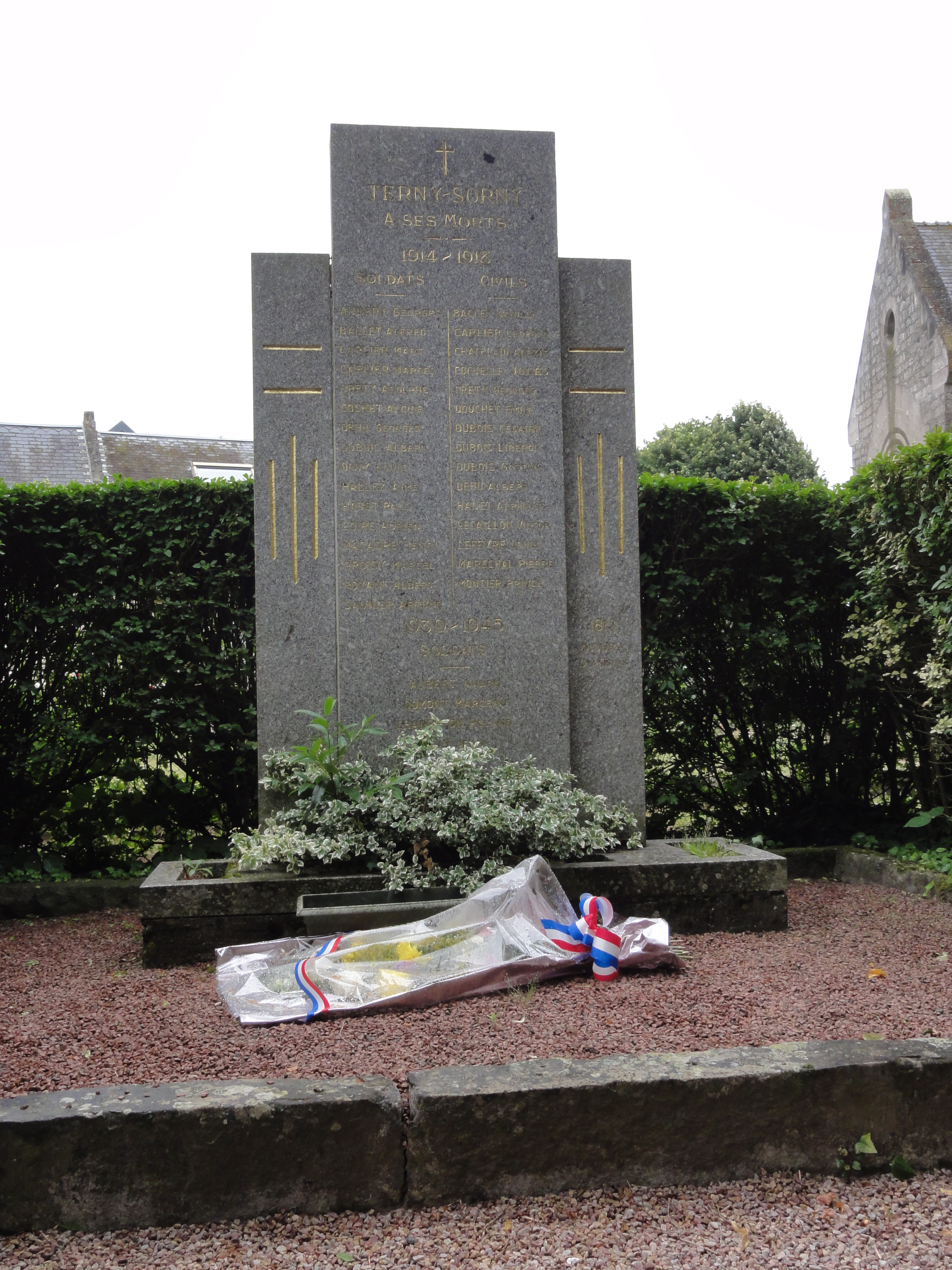
Monument aux morts.
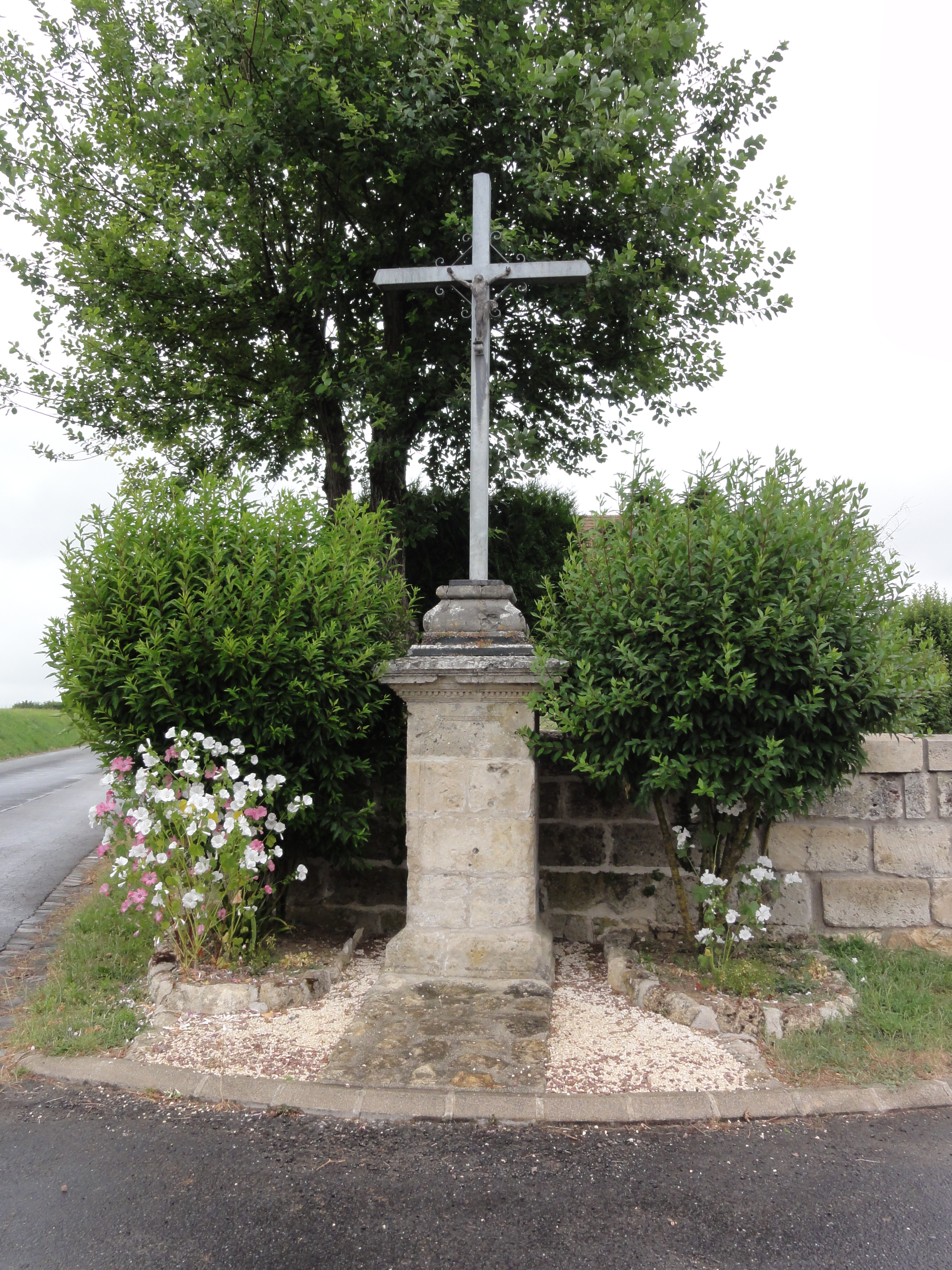
Une croix de chemin.